# Pistol Packin' Mama
Pistol Packin' Mama è una canzone composta, cantata e portata al successo nel 1943 dal cantante country americano Al Dexter e raggiunse la prima posizione nella Billboard Hot 100. 
La canzone occupa un posto notevole nella storia della musica country in quanto fu il primo numero uno del "Juke Box Folk chart Records", che in seguito fu conosciuta come la Hot Country Songs. 
Qualche anno più tardi il brano divenne di nuovo un grande successo cantata da Bing Crosby insieme al celebre girl group statunitense The Andrews Sisters.

## Curiosità
Una strofa aggiunta nella versione della Nuova Compagnia di canto popolare della canzone Tammurriata nera, scritta nel 1944 da E. A. Mario (musica) ed Edoardo Nicolardi (testo), recita: E levate 'a pistuldà / uh bè levate 'a pistuldà / pisti pakin mama / levate 'a pistuldà. Si tratta della napoletanizzazione del ritornello di Pistol Packin' Mama (cioè Lay that pistol down / Babe, lay that pistol down / Pistol packin' mama / Lay that pistol down), la cui versione di Al Dexter era al vertice delle classifiche USA il 30 ottobre 1943), e che probabilmente era molto popolare tra i soldati americani, giunti a Napoli in quel periodo.